# Sidney Chalhoub
Sidney Chalhoub (Rio de Janeiro, 1957) é um historiador e professor universitário brasileiro.

## Biografia
Nasceu no Rio de Janeiro, em 1957. Pertencia a uma família de classe média. Conta que durante a sua educação básica nunca pensou em ser historiador, sempre quis ser professor, ficando entre uma gradução em licenciatura em História ou em Matemática. Optou por cursar História pela Universidade Federal do Rio de Janeiro, todavia, a repressão militar tornava o ensino de péssima qualidade.
"A gente tinha aula às vezes com camburão parado na porta da frente da faculdade... Com o tempo, eu fui entendendo que os professores que davam aula para nós, mesmo alguns que se esforçavam e tal, estavam ali em parte porque tinham passado por um crivo político também. Vários professores que a gente escutava  falar que tinham uma contribuição importante do ponto de vista de pesquisa estavam exilados. E aí eu tive minha  primeira  crise, que não foi política".
Por conta dessa situação, depois de um ano e meio de graduação, entrou, e passou, em uma seleção para estudar na Lawrence University, Estados Unidos, onde formaria-se em 1979. Os anos da UFRJ, todavia, lhe renderam amizades e colegas para toda a vida, como Martha Abreu, Gladys Ribeiro, João Luís Fragoso e José Antônio Dabdab Trabulsi, que eram de sua turma.
No retorno ao Brasil, encontrou dificuldades para a validação de seu diploma, já que, por ter realizado o curso nos Estados Unidos da América, não cursou matérias básicas para historiadores brasileiros, como a História do Brasil. Para sanar essas deficiências buscou cursar essas disciplinas com os professores brasilieros que estavam exilados / perseguidos pela Ditadura Brasileira, como Maria Yedda Linhares, Eulália Lobo e Manoel Maurício de Albuquerque. Com a ajuda de Yedda Linhares, que o apadrinhou dentro do meio acadêmico, conseguiu a validação de seu diploma.
Podendo agora ingressar no ensino superior brasileiro, realizou seu mestrado na Universidade Federal Fluminense (UFF), no ano de 1984, intitulado "Trabalho, Lar e Botequim: vida cotidiana e controle social da classe trabalhadora no Rio de Janeiro da Belle Époque", onde o pesquisador percorre todos os meandros da classe trabalhadora carioca, do trabalho até a vida social dos trabalhadores. Após a conclusão do mestrado, depois de um ano como docente na Universidade Federal de Ouro Preto, Chalhoub encaminhou seus estudos para a Universidade Estadual de Campinas (UNICAMP), onde realizou seu doutorado.
No ano de 1989, recebeu o título de doutor após defender a tese "Visões da liberdade : uma historia das ultimas décadas da escravidão na corte", onde são analisado diversos processos criminais e de obtenção de alforria em que negros envolviam-se na luta pelo direito a liberdade em meio ao contexto escravagista brasileiro. Tanto o mestrado, quanto o doutorado de Sidney foram orientados por Robert Wayne Andrew Slenes, importante historiador estadunidense que estuda a questão escravagista, o Brasil e o continente africano.
Em 1992, realizou seu primeiro pós-doutorado na Universidade de Maryland. Oito anos mais tarde, realizou mais um pós-doutoramento, desta vez na Universidade de Michigan. Seu mais recente pós-doutoramento ocorreu em 2011, na Universidade Stanford, também nos Estados Unidos.

### Atuação
No ano de 1995, foi aprovado na livre docência da UNICAMP e em 2003 foi efetivado professor titular do Instituto de Filosofia e Ciências Humanas da Unicamp (IFCH). Foi Diretor Associado do Instituto de Filosofia e Ciências Humanas da Unicamp e do Arquivo Edgard Leuenroth (AEL). Atuou como professor da universidade até 2015, quando tornou-se professor da Universidade Harvard. Atualmente, seu vínculo com o instituto e a Unicamp é de pesquisador colaborador.
Como professor visitante, lecionou na Universidade de Michigan e na Universidade de Chicago. Também atua como pesquisador colaborador da Universidade Humboldt de Berlim.
Desde 2015, é professor dos departamentos de História e African and African American Studies da Universidade Harvard, além de ser associado ao departamento de Romance Languages and Literature na mesma instituição.
Seus estudos sobre escravidão, cotidiano e trabalho têm importância reconhecida, motivos pelos quais é considerado um dos principais historiadores brasileiros. Além desses temas, Chalhoub é um grande estudioso da obra do escrito brasileiro, Machado de Assis fazendo importantes contribuições para o estudo do autor.

## Posicionamento político

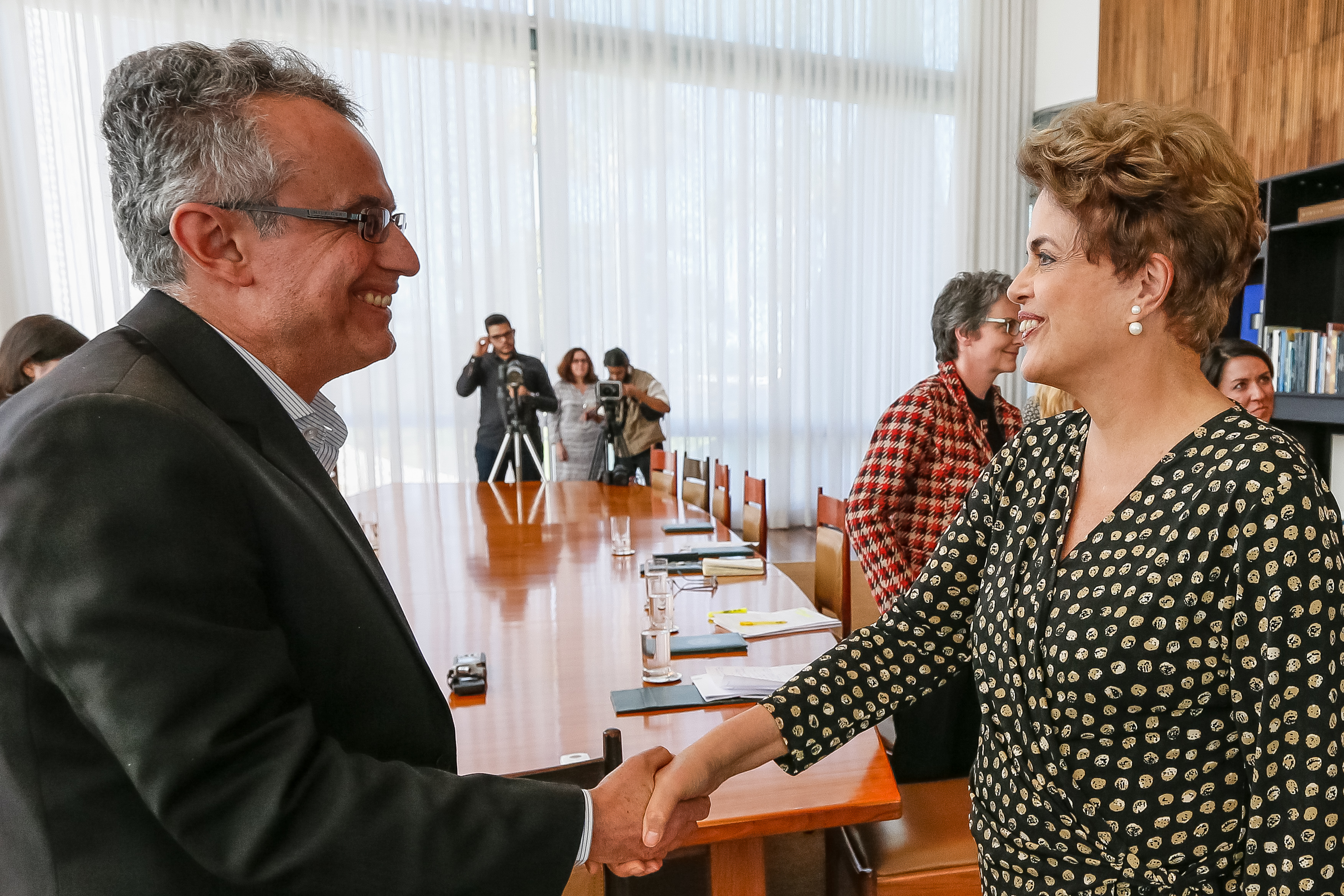
Sidney Chalhoub e a presidenta Dilma Rousseff.

No ano de 2014, apoiou a candidatura de Dilma Rousseff (PT) nas eleições presidenciais. Durante o processo de impeachment de Dilma, Chalhoub posicionou-se de maneira contrária ao afastamento da presidente Dilma.
No ano de 2020, Chalhoub em meio a pandemia de COVID-19 no Brasil e ao redor do globo, ganhou uma notoriedade em diversos meios de comunicação para comentar sobre a pandemia de uma perspectiva histórica, fazendo o diálogo do passado com o presente. No âmbito da divulgação científica, participou de uma transmissão ao vivo com o biólogo e divulgador científico Atila Iamarino e com o professor universitário e político Jean Wyllys.

## Homenagens
Em 1997, recebeu o prêmio Jabuti, um dos principais prêmios do gênero literário no Brasil, na categoria Ensaio pelo livro Cidade febril: cortiços e epidemias na Corte Imperial.
Em 1999, recebeu uma menção honrosa no Prêmio Casa Grande & Senzala, concedido pela Fundação Joaquim Nabuco.
No ano de 2012, seu livro Força da Escravidão foi vencedor, do Prêmio Literário da Academia Brasileira de Letras na categoria História e Ciências Sociais.

## Obra

### Publicadas
- A Força da Escravidão: ilegalidade e costume no Brasil oitocentista. São Paulo: Companhia das Letras, 2012.[37]
- Machado de Assis, historiador. São Paulo: Companhia das Letras, 2003.[38]
- Artes e ofícios de curar no Brasil: capítulos de história social: Editora da Unicamp, 2003.[39]
- Cidade febril: cortiços e epidemias na Corte Imperial. São Paulo: Companhia das Letras, 1996.[40]
- Visões da liberdade: uma história das últimas décadas da escravidão na Corte . São Paulo: Companhia das Letras, 1990.[41]
- Trabalho, Lar e Botequim: o cotidiano de trabalhadores no Rio de Janeiro da Belle Époque. Campinas: Editora da Unicamp, 1986.[42]

### Organizadas
- Pensadores negros? pensadoras negras: Brasil, séculos XIX e XX. Belo Horizonte: Fino Traço, 2020. Conjuntamente a Ana Flávia Magalhães Pinto.
- Escravidão e cultura afro-brasileira. Temas e problemas em torno da obra de Robert Slenes. Campinas: Editora da Unicamp, 2016. Conjuntamente a Martha Abreu e Jonis Freire.
- Trabalhadores na cidade: cotidiano e cultura no Rio de Janeiro e em São Paulo, séculos XIX e XX. Campinas: Editora da Unicamp, 2009. Conjuntamente a Maria Clementina Pereira da Cunha e Jefferson Cano.
- História em cousas miúdas: capítulos de história social da crônica no Brasil. Campinas: Editora da Unicamp, 2005. Conjuntamente a Leonardo Affonso de Miranda Pereira e Margarida de Souza Neves.